# کیشبر
کیشبر (به مجاری:  Kisbér) یک منطقهٔ مسکونی در مجارستان است که در ناحیه کیشبر واقع شده‌است. کیشبر ۷۰٫۸۶ کیلومتر مربع مساحت و ۵٬۳۴۸ نفر جمعیت دارد.

## خواهرخوانده
شهر کمپیا تورزی خواهرخواندهٔ کیشبر هست.